# Heilig Hartbeeld (Einighausen)
Het Heilig Hartbeeld is een standbeeld in de Nederlandse plaats Einighausen in de provincie Limburg.

## Achtergrond
Op initiatief van pastoor P.J.E. Litjens werd het Heilig Hartbeeld in 1920 vervaardigd in het Atelier Thissen in Roermond. Het werd geplaatst op een pleintje op de hoek Brandstraat/Everstraat. Voorheen stond op deze plaats een r.k. kerk uit 1840.

## Beschrijving
Het stenen beeld is een Christusfiguur in gedrapeerd gewaad, staande op een halve wereldbol. Op zijn borst is het Heilig Hart zichtbaar. Hij houdt zijn beide handen, met stigmaga, zegenend gespreid. Tot 1991 droeg het een kruisnimbus.
Het beeld is geplaatst op een sokkel, waarop in reliëf de tekst:

KOMT
ALLEN
TOT MIJ
1920